# Französisches Kunstlied
Das französische Kunstlied (frz. mélodie, mit der Aussprache: [melɔdi]; engl. French Song) ist das französische Äquivalent zum deutschen Lied bzw. Kunstlied, obwohl es viele Unterschiede gibt und das französische später entstand (im 19. Jahrhundert). Die Musikgattung ist zu unterscheiden vom Chanson, einem stärker am französischen Volkslied orientierten Genre, wobei die Grenzziehungen bei französischen Liedern bisweilen schwerfallen.

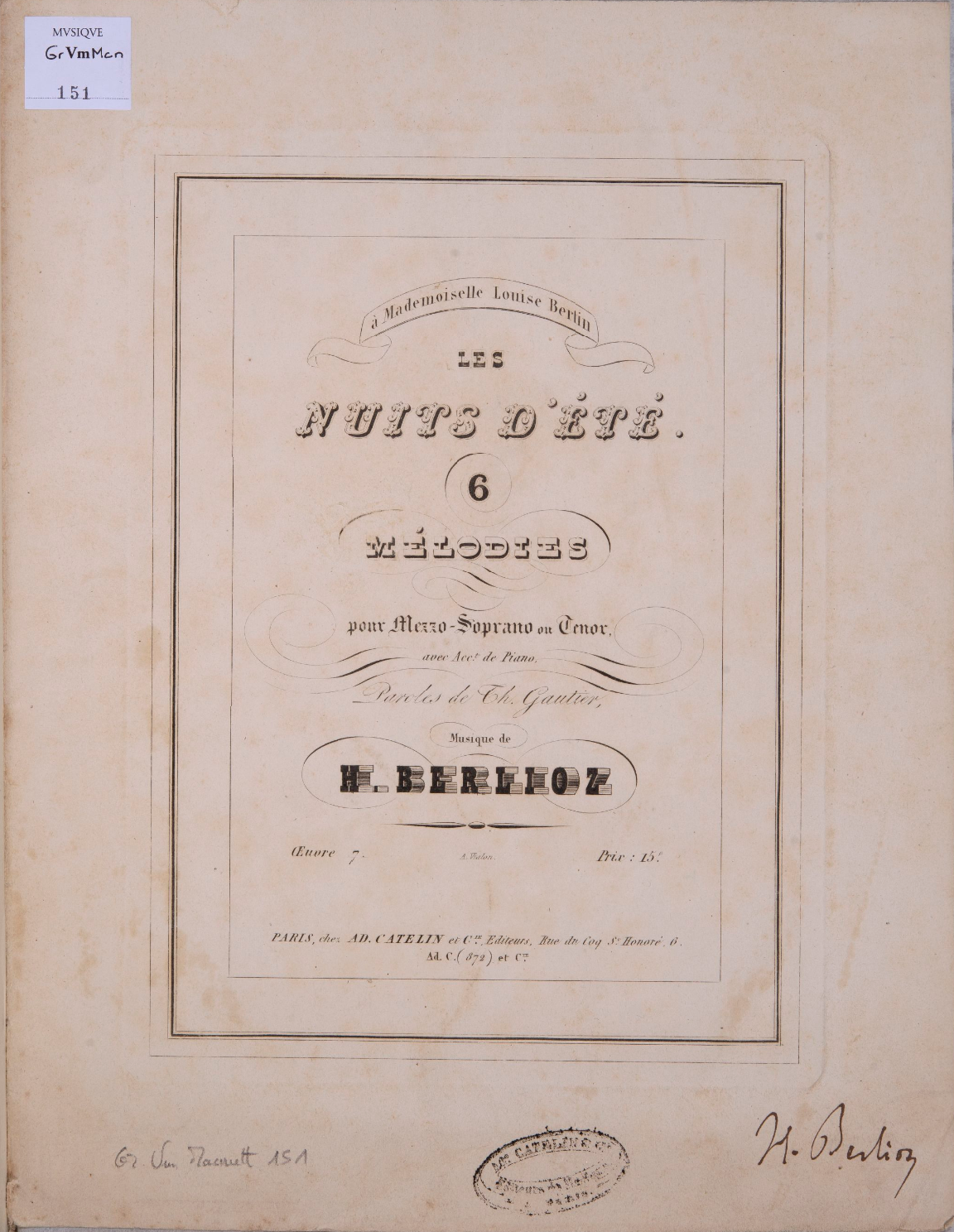
Les nuits d’été von Hector Berlioz - Titelblatt der Originalausgabe für Gesang und Klavier (Catelin, 1841)

## Geschichte
Einige der ersten mélodies (Lieder) waren die von Hector Berlioz (1803–1869), einem der ersten, der den Begriff zur Beschreibung seiner eigenen Kompositionen verwendete, und sein berühmter Liederzyklus Les nuits d’été (1841) gilt bis heute als Beispiel für diese Gattung. Als den wahren Schöpfer des französischen (Kunst)Liedes sieht der französische Sänger Pierre Bernac (1899–1979) jedoch den Komponisten Charles Gounod (1818–1893).
Ein weiterer Unterschied besteht darin, dass das (deutsche) Lied sich ursprünglich am Volkslied orientierte, bevor es 'akademisch' wurde. Im Gegensatz dazu ist das französische Kunstlied von Anfang an eine poetischere und aristokratischere Gattung. Die Tatsache, dass im Französischen der deutsche Begriff (le lied) verwendet wird, unterstreicht die Entwicklung und Bedeutung, die diese Gattung aus Deutschland und Österreich für Frankreich hatte, von den großen Zyklen Franz Schuberts und darüber hinaus bis in die Zeit der Spätromantik.
Zur Zeit von wichtigeren früheren französischen Vertretern des Liedes komponierten zur gleichen Zeit im deutschen Sprachraum schon Gustav Mahler und Richard Strauss.
Der bereits genannte Pierre Bernac, der langjährige Duo-Partner des (Lieder-)Komponisten Francis Poulenc, ist der Autor eines methodologischen Buches zur Interpretation des französischen Liedes (The Interpretation of French Song), eines Standardwerks zu diesem Thema, worin Vokalwerke von achtzehn Komponisten behandelt werden, von Berlioz bis Poulenc, über Gounod, Franck, Lalo, Saint-Saëns, Delibes, Bizet, Massenet, Duparc, Chabrier, Chausson, Fauré, Debussy, Satie, Caplet, Roussel und Ravel, und worin der größte Teil des Schaffens dieser Komponisten in diesem Genre besprochen und Vorschläge für Aufführung und Interpretation gegeben werden.
Für ihn ist die Kunst der größten französischen Komponisten eine Kunst der Suggestion und zu den Mélodies lässt er zunächst den Komponisten Debussy sprechen:

“Debussy goes on to write that 'clarity of expression, precision and concentration of form are qualities peculiar to the French genius.' These qualities are indeed most noticeable when again compared with the German genius, excelling as it does in long, uninhibited outpourings, directly opposed to the French taste, which abhors overstatement and venerates concision and diversity.”

„Debussy schreibt weiter, dass ‚Klarheit des Ausdrucks, Präzision und Konzentration der Form Eigenschaften sind, die dem französischen Genie eigen sind‘. Diese Qualitäten sind in der Tat am auffälligsten, wenn man sie wiederum mit dem deutschen Genie vergleicht, das sich durch lange, ungehemmte Ergüsse auszeichnet, die in direktem Gegensatz zum französischen Geschmack stehen, der die Übertreibung verabscheut und die Prägnanz und Vielfalt verehrt.“

In neuerer Zeit haben der renommierte Liedbegleiter Graham Johnson und der Liedwissenschaftler Richard Stokes einen unter dem Titel A French Song Companion erschienenen Repertoireführer für die Werke von über 150 Komponisten vorgelegt, die meisten von ihnen aus Frankreich, aber auch britische, amerikanische, deutsche, spanische und italienische Musiker, die französische Vokalmusik geschrieben haben. Ihr Buch enthält wichtige Artikel über Fauré, Duparc, Debussy, Ravel und Poulenc, sowie Essays über Bizet, Chabrier, Gounod, Chausson, Hahn und Satie und wichtige Neubewertungen von Komponisten wie Massenet, Koechlin und Leguerney. Darin werden diese Artikel mit den vollständigen französischen Texten von über 700 Liedern kombiniert, die alle von Richard Stokes ins Englische übersetzt wurden. Das Buch ist zugleich eine Schatzkammer der französischen Poesie vom 15. bis zum 20. Jahrhundert.
Eine Reihe Romantic French song, 1830-1870 erschien 1994 und 1995 in New York bei Garland in 6 Bänden, herausgegeben von David Tunley.
Eine repräsentative CD-Reihe La mélodie française (Das französische Lied) erschien beispielsweise bei France Télécom.

## Komponisten
- Claude Arrieu (1903–1990)
- Georges Auric (1899–1983)
- Alfred Bachelet (1864–1944)
- Hector Berlioz (1803–1869)
- Georges Bizet (1838–1875)
- Charles Bordes (1863–1909)
- André Caplet (1878–1925)
- Emmanuel Chabrier (1841–1894)
- Ernest Chausson (1855–1899)
- Jean-Michel Damase (1928–2013)
- Claude Debussy (1862–1918)
- Marcel Delannoy (1898–1962)
- Léo Delibes (1836–1891)
- Henri Duparc (1848–1933)
- Gabriel Dupont (1878–1914)
- Henri Dutilleux (1916–2013)
- Gabriel Fauré (1845–1924)
- Jean Françaix (1912–1997)
- César Franck (1822–1890)
- Alexandre Georges (1850–1938)
- Charles Gounod (1818–1893)
- Reynaldo Hahn (1874–1947)
- Arthur Honegger (1892–1955)
- Jacques Ibert (1890–1962)
- Vincent d’Indy (1851–1931)
- André Jolivet (1905–1974)
- Charles Koechlin (1867–1950)
- Édouard Lalo (1823–1892)
- Jacques Leguerney (1906–1997)
- Daniel Lesur (1908–2002)
- Jules Massenet (1842–1912)
- Olivier Messiaen (1908–1992)
- Georges Migot (1891–1976)
- Darius Milhaud (1892–1974)
- Pierre Petit (1922–2000)
- Gabriel Pierné (1863–1937)
- Francis Poulenc (1899–1963)
- Maurice Ravel (1875–1937)
- Jean Rivier (1896–1987)
- Albert Roussel (1869–1937)
- Camille Saint-Saëns (1835–1921)
- Erik Satie (1866–1925)
- Henri Sauguet (1901–1989)
- Déodat de Séverac (1872–1921)